# Schwarzbauch-Meerläufer
Der Schwarzbauch-Meerläufer (Fregetta tropica) ist eine Art aus der Familie der Sturmschwalben. Die Art kommt nur im Süden der Südhalbkugel vor und ist zirkumpolar verbreitet.
Die IUCN stuft den Schwarzbauch-Meerläufer als nicht gefährdet (least concern) ein, da das Verbreitungsgebiet sehr groß ist und bislang nur ein sehr allmählicher Populationsrückgang festzustellen ist. Der globale Bestand wird von der IUCN auf 500.000 geschlechtsreife Individuen geschätzt.

## Erscheinungsbild
Der Schwarzbauch-Meerläufer erreicht eine Körperlänge von bis zu 20 Zentimeter und zählt damit zu den mittelgroßen Sturmschwalben. Die Flügellänge beträgt 15,4 bis 18,3 Zentimeter und die Flügelspannweite 45 bis 36 Zentimeter. Schwarzbauch-Meerläufer wiegen zwischen 43 und 63 Gramm. Der Körperbau ist insgesamt sehr kompakt. Die Weibchen sind tendenziell etwas größer als die Männchen und haben sowohl etwas längere Flügel als auch einen etwas längeren Schwanz.
Der Kopf, der Nacken und die Körperoberseite, der Hals und die Vorderbrust sowie der Schwanz sind schwarzbraun. Der Bauch dagegen ist weiß, während der Hinterleib dunkel gefiedert ist. Die Größe der Weißzeichnung am Bauch ist individuell verschieden. Der Schnabel und die Beine sind schwarz, bei fliegenden Schwarzbauch-Meerläufern ragen die Füße deutlich über den Schwanz hinaus. Jungvögel sind ähnlich wie die adulten Vögel gefiedert. Der Flug der Schwarzbauch-Meerläufer ist erratisch zickzackförmig, häufig berühren sie im Flug mit den Füßen die Wasseroberfläche.
Verwechslungsmöglichkeiten bestehen vor allem mit dem zur selben Gattung gehörenden Weißbauch-Meerläufer. Bei dieser Art ragen jedoch die Füße im Flug weniger weit über den Schwanz hinaus.

## Verbreitung
Der Schwarzbauch-Meerläufer brütet auf Südgeorgien, den Südlichen Orkneyinseln, den Südlichen Shetlandinseln, der Bouvetinsel, den Prinz-Edward-Inseln, im Osten der Crozetinseln, den Kerguelen, den Auckland Islands, der Bountyinsel und den Antipoden. Möglicherweise gibt es auch einen kleinen Brutbestand auf den abgelegeneren Inseln der Falklandinseln. Außerhalb der Fortpflanzungszeit sind sie vor den Küsten Brasiliens, Westafrikas, im Golf von Bengalen, vor der Küste Australiens, im Korallenmeer, der Küste der Salomonen und des Südens Polynesiens zu beobachten.

## Lebensweise
Der Schwarzbauch-Meerläufer frisst Plankton, das am oder auf der Wasseroberfläche schwimmt sowie kleine Fische und Krustentiere. Er sucht überwiegend während der Nacht nach Nahrung und folgt nur sehr selten Schiffen. Häufig ist er auf hoher See in kleinen Gruppen zu beobachten. In der Nähe der Brutkolonien sind die Schwärme etwas größer.
Der Schwarzbauch-Meerläufer ist grundsätzlich eine monogame Art, die eine mehrjährige Paarbindung eingeht. Er sucht nur während der Nacht das Land auf und verhält sich in unmittelbarer Nähe seines Brutplatzes territorial. Schwarzbauch-Meerläufer brüten an Geröllhalden, wo sie kleine Mulden zwischen den zerbrochenen Felsen nutzen. Gelegentlich nutzen sie auch Brutröhren, die bis zu fünfzig Zentimeter lang sein können. Das Gelege besteht nur aus einem einzigen, weißschaligen Ei, das am breiteren Ende kleine Flecken aufweist. Die Fortpflanzungszeit fällt in den Zeitraum Dezember bis Februar. Die Brutzeit beträgt 35 bis 44 Tage. Die Jungvögel sind in einem Alter von 65 bis 71 Tagen flügge. Beide Elternvögel sind gleichermaßen an der Brut und der Aufzucht des Jungvogels beteiligt.

## Belege

### Einzelbelege
1. ↑   BirdLife Factsheet zum Schwarzbauch-Meerläufer, aufgerufen am 13. Dezember 2010
2. ↑   Shirihai, S. 188
3. ↑   Shirihai, S. 188
4. ↑   Wood, S. 60
5. ↑   Shirihai, S. 188

## Weblink
- Fregetta tropica in der Roten Liste gefährdeter Arten der IUCN 2013.1. Eingestellt von: BirdLife International, 2012. Abgerufen am 9. Oktober 2013.